# Pennellia brachycarpa
Pennellia brachycarpa là một loài thực vật có hoa trong họ Cải. Loài này được Beilstein & Al-Shehbaz mô tả khoa học đầu tiên năm 2005.